# Calaxius
Calaxius is een geslacht van kreeftachtigen uit de klasse van de Malacostraca (hogere kreeftachtigen).

## Soorten
- Calaxius acutirostris Sakai & de Saint Laurent, 1989
- Calaxius carneyi Felder & Kensley, 2004
- Calaxius euophthalmus (de Man, 1905)
- Calaxius galapagensis Kensley & Hickman, 2001
- Calaxius inaequalis (Rathbun, 1901)
- Calaxius izuensis Komai, 2011
- Calaxius jenneri (Williams, 1974)
- Calaxius kensleyi Clark, Galil & Poore, 2007
- Calaxius manningi Kensley, Lin & Yu, 2000
- Calaxius mimasensis Sakai, 1967
- Calaxius oxypleura (Williams, 1974)
- Calaxius pailoloensis (Rathbun, 1906)
- Calaxius pitatucensis (de Man, 1925)
- Calaxius sibogae (de Man, 1925)
- Calaxius tungi Zhong, 2000